# Nelson Acosta
Nelson Bonifacio Acosta López (Paso de los Toros, 1944. június 12. –) uruguayi születésű chilei labdarúgóedző.

## Pályafutása

### Klubcsapatban
1969 és 1971 között a Huracán Buceo csapatában játszott. 1972-től 1976-ig a Peñarol játékosa volt, melynek színeiben három bajnoki címet (1973, 1974, 1975) szerzett. 1977-ben Chilébe szerződött az Everton együtteséhez. 1978 és 1981 között az O’Higginst erősítette. 1982 és 1984 között a Fernández Vial labdarúgója volt. 1984-ben a Lota Schwagerben fejezte be a pályafutását.

### Edzőként
1984-ben a Fernández Vial csapatánál kezdte az edzősködést, ahol négy évi dolgozott. 1988 és 1991 között az O’Higgins vezetőedzője volt. 1992-ber az Unión Española edzője volt, majd Mexikóban a Cruz Azul kispadjára ült le, ott azonban nem töltött sok időt és visszatért az Unión Españolához. 1996-ban kinevezték a chilei válogatott szövetségi kapitányának. Első nagy tornája kapitányként az 1997-es Copa América volt és kijuttatta a válogatottat az 1998-as világbajnokságra, ahol a nyolcaddöntőig meneteltek. Az 1999-es Copa Américán a negyedik helyen végeztek, a 2000. évi nyári olimpiai játékokon az U23-as együttessel pedig bronzérmet szereztek. 2002 és 2003 között a CD Cobreloa vezetőedzője volt, melyet Apertura bajnoki címig vezetett. 2003 és 2004 között a bolíviai válogatott szövetségi kapitányi posztját töltötte be, de nem túl sok sikerrel. 2004 és 2005 között ismét a Cobreloát edzette és újabb bajnoki címet szerzett, ezúttal a Clausurát sikerült megnyerniük. 2005-ben újból kinevezték a chilei válogatott élére és részt vettek a 2007-es Copa Américán, ahol a negyeddöntőben 6–1-es vereséget szenvedtek Brazília ellen. Ezt követően 2007 és 2010 között az Everton, 2011 és 2012 között a Cobreloa vezetőedzője volt. Később dolgozott még az ecuadori Deportivo Quito, majd újból az Everton és a Deportes Iquique csapatánál.

## Sikerei, díjai

### Játékosként
Peñarol
- Uruguayi bajnok (3): 1973, 1974, 1975

### Edzőként
Cobreloa
- Chilei bajnok (2): 2003 Apertura, 2004 Clausura

Everton
- Chilei bajnok (1): 2008 Apertura

Chile
- Olimpiai bronzérmes (1): 2000